# Fascisme en France sous la Troisième République
 (août 2021).
- Si vous ne connaissez pas le sujet, laissez ce bandeau (vous pouvez alors contacter les auteurs).
- Si vous supprimez le contenu mis en cause (vous pouvez préalablement contacter les auteurs),

argumentez précisément cette suppression dans la page de discussion
(un manque de référence n'est pas un argument ; une recherche réelle de référence doit avoir été effectuée, être formellement documentée).
 (septembre 2016).
Améliorez-le ou discutez des points à vérifier. 
 (mai 2016).
 (janvier 2025).
 (janvier 2025).
Pour un article plus général, voir Fascisme.

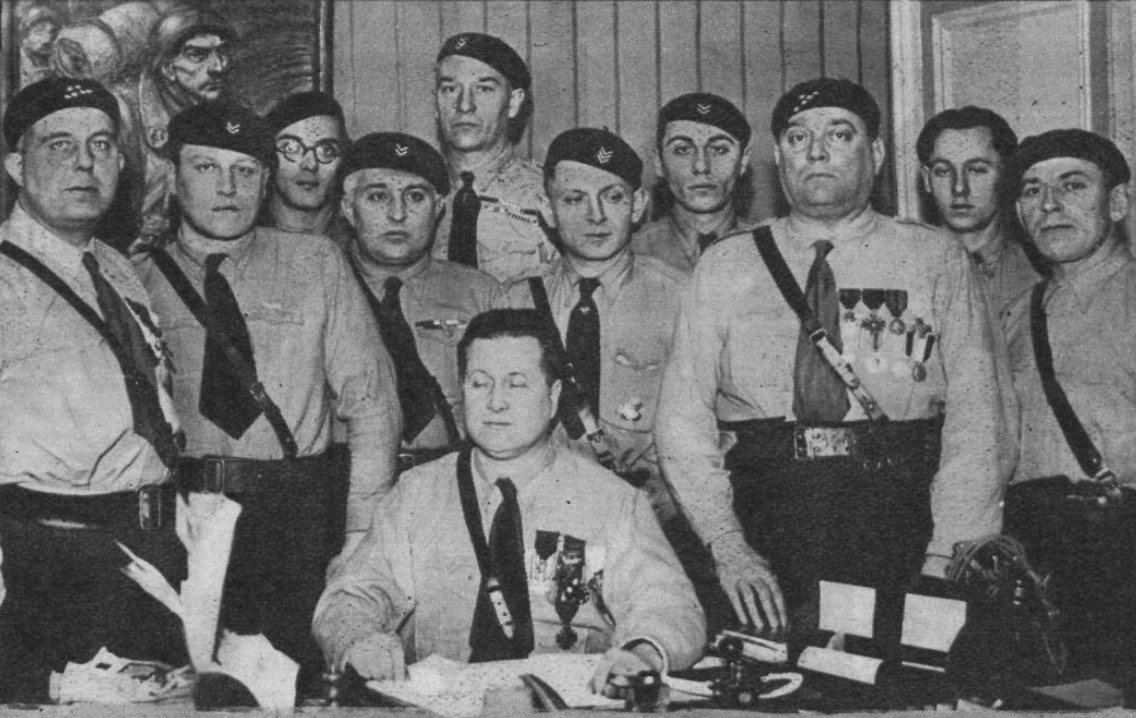
Les francistes de Marcel Bucard (au centre) en 1934.

Le fascisme français est une forme de fascisme qui émergea en France après la Première guerre mondiale sous la Troisième République, dans un moment où plusieurs nations voient l'apparition d'émules du fascisme italien puis du national-socialisme allemand.
Plusieurs mouvements politiques ou partis se sont réclamés ouvertement du fascisme italien, tels que Le Faisceau ou le Francisme. Tandis que d'autres y trouvèrent soit une inspiration ou furent catégorisés ainsi par les historiens a posteriori.

## Définition
Le fascisme est une doctrine politique née en Italie en 1919. Cette doctrine issue du traumatisme laissé par la Première guerre mondiale entend réformer la nation en s'opposant aux démocraties libérales et à l'individualisme.
D'essence révolutionnaire, le culte du chef, l'irrédentisme, le nationalisme, le corporatisme, l'antiparlementarisme et l'opposition au socialisme, au libéralisme et à la démocratie en sont des composants idéologiques.
L'existence et la nature du fascisme en France dans l'entre-deux-guerres divisent depuis longtemps les historiens spécialisés : les uns estiment que la notion de fascisme est étrangère à l'histoire de la politique française, pendant que d'autres estiment que les idées fascistes ont bel et bien traversé le paysage politique français. Néanmoins, même des historiens concluant à l'existence d'un fascisme français dans cette période historique affirment que celui-ci serait resté marginal, sans véritable assise populaire et ne tentant que quelques intellectuels, à l'image de Drieu La Rochelle, Jouvenel ou Céline. Ce débat d'historiens n'étant pas tranché, il convient d'appréhender ce sujet d'investigation avec précaution.

## Historique
Une « tentation fasciste » au sens large s'est développée en provenance de deux directions)[pas clair]. D'une part, des ligues nationalistes et conservatrices se seraient radicalisées, au cours de deux vagues en réaction essentiellement au premier Cartel des gauches (1924-1926) et au deuxième Cartel (1932-1934). D'autre part, des « troisièmes voies » non-conformistes ont été recherchées en réaction essentiellement à la crise économique des années 1930[pas clair], faisant apparaître des convergences nouvelles (planisme, néosocialisme, technocratie, etc.) entre personnes politiques venues d'horizons politiques différents voire opposés.

### Proto-fascismes français
La généalogie du fascisme ne peut être remontée trop haut au risque d'anachronisme. Il faut attendre l'entrée dans l'ère des masses[précision nécessaire] pour pouvoir parler de fascisme (1870 ou 1914[précision nécessaire]).

#### La question du boulangisme
Le boulangisme (1888-1889) peut être comparé au fascisme par sa capacité à attirer des hommes d'extrême droite (bonapartistes, monarchistes, nationalistes) et d'extrême-gauche de l'époque (blanquistes, radicaux-socialistes) autour d'une synthèse reposant sur un chef, un État fort, une idéologie nationaliste et une volonté sociale. Boulanger n'était cependant pas idéologue et on ne retrouve pas dans le boulangisme une volonté de réorganisation de la société autour d'un projet soit totalitaire, soit organiciste.

#### Le rapprochement nationalisme-syndicalisme
Selon l'historien Zeev Sternhell, les débuts du fascisme français remontent au début du XXe siècle, avec les rapprochement entre une partie de l'anarcho-syndicalisme et du nationalisme (qui était lui-même encore proche à cette époque de ses origines républicaines et de gauche).
Cette mouvance est principalement représentée par le Cercle Proudhon (créé en 1911 dans l'orbite de l'Action française par Georges Valois, Édouard Berth et Henri Lagrange), la revue Terre libre de l'anarchiste Émile Janvion (à la fois antirépublicain, antimaçonnique, antisémite et antimarxiste, rejoignant l'Action française à partir de 1910) où participent Marius Riquier et Georges Darien (auteur de Biribi), ainsi que des personnalités comme Georges Paul, journaliste anarchiste passé au monarchisme. Le projet de revue La Cité française (1910) rassemble aussi Georges Sorel (chef historique du syndicalisme révolutionnaire), Georges Valois (anarchiste passé à l'Action française), Pierre Gilbert et Édouard Berth (héritier idéologique de Georges Sorel).

### Naissance de mouvements fascistes français dans les années 1920
Malgré le premier rapprochement des années 1910, la véritable apparition du fascisme découle cependant du traumatisme de la Première Guerre mondiale et de la révolution bolchevique de 1917.
D'une part, contrairement à ses promesses, la majorité de la gauche française participe aux gouvernements pour soutenir l'effort de guerre, quelques socialistes se convertissant à l'occasion à un nationalisme farouche (Gustave Hervé en France comme Benito Mussolini en Italie). En parallèle, la Révolution bolchevique de 1917 entraîne un mouvement de séduction et de répulsion qui enfantera les premiers groupes fascistes (reprendre la puissance de séduction des révolutions bolcheviques, mais mettre cette force au service de l'anticommunisme).
D'autre part, la guerre a révélé un monde nouveau plus violent et militarisé, où la technique, la grande industrie et la vitesse ont une importance primordiale (voir notamment le mouvement du futurisme italien, le mouvement technocratique). En 1918, les invalides de guerre sont 6 millions et se regroupent avec les autres anciens combattants dans des associations pour défendre leurs intérêts. L'idéologie des anciens combattants a ainsi pu jouer un rôle important dans le développement du fascisme français au sein des ligues d'extrême droite.
De tous ces éléments et d'autres, vont naître les premiers véritables mouvements fascistes en France, par rencontre d'hommes d'extrême droite avec des hommes issus de la gauche, notamment le Faisceau (1925-1928) et le courant fasciste de Gustave Hervé.

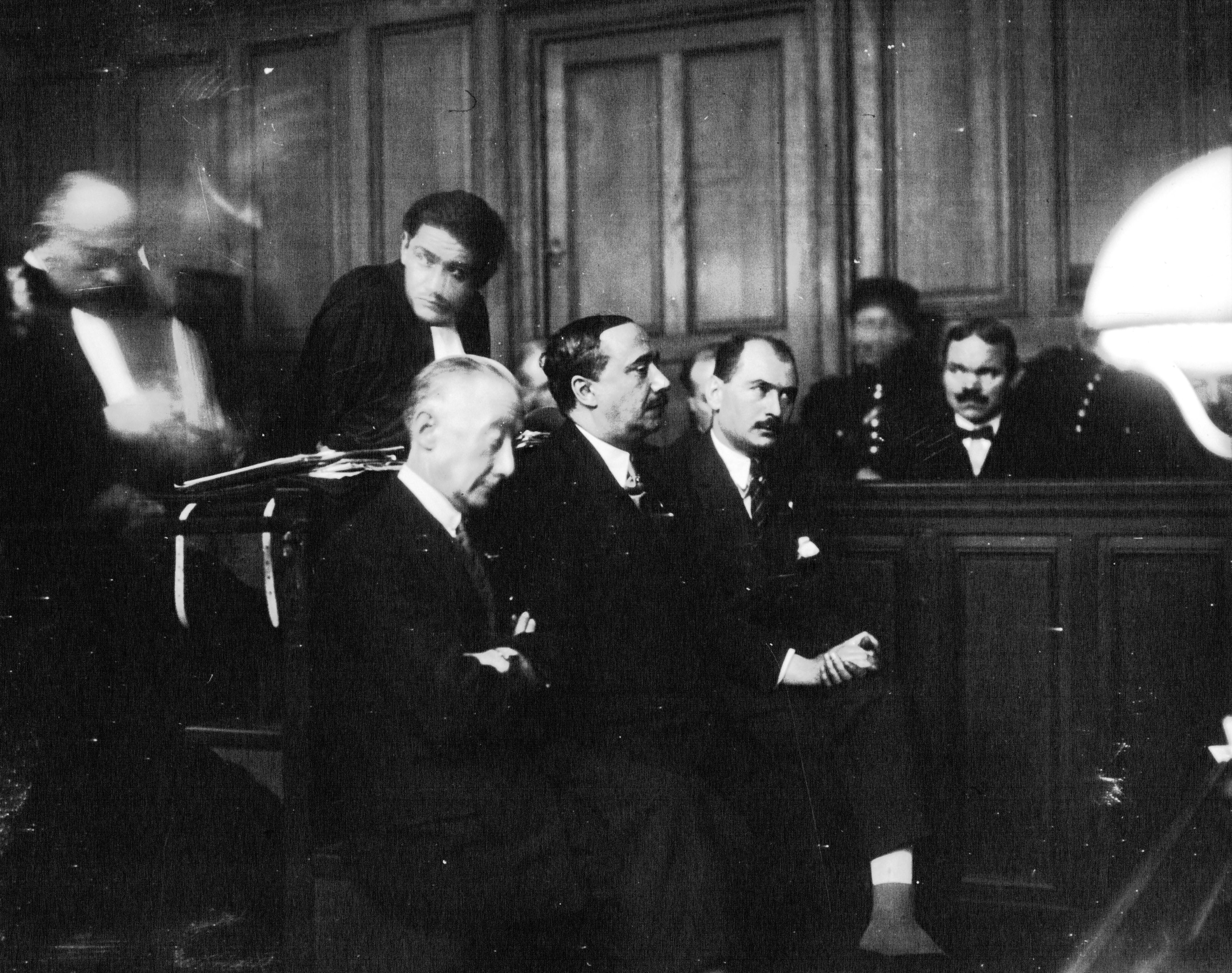
Maurice Langlois-Longueville, Georges Valois et Jacques Arthuys, membres du Faisceau, devant la XIe chambre correctionnelle (24 janvier 1927) à la suite d'une expédition contre les locaux de l'Action française le 14 novembre précédent.
Agence Meurisse, Paris, BnF.

#### Le Faisceau
Premier parti fasciste français, le Faisceau est créé en 1925 par Georges Valois (ancien du Cercle Proudhon), attirant hommes de gauche et de droite, notamment des jeunes de tous horizons attirés par la nouveauté. Ce premier fascisme français, dont le nom fait référence au fascisme italien, sera cependant un échec.
Tiraillé entre plusieurs directions idéologiques (la recherche d'un fascisme socialiste, la copie pure et simple de l'Italie, la défense des intérêts patronaux), le Faisceau éclate en deux groupes en 1928. D'une part, Georges Valois crée le Parti républicain syndicaliste, avec Charles-Albert (de son vrai nom Charles Daudet, ex-anarchiste devenu néo-jacobin, futur collaborateur à La Gerbe sous l'Occupation), Jacques Arthuys, Hubert Bourgin et René Capitant (qui retourne à gauche et édite le journal Cahiers Bleus). D'autre part, le docteur Pierre Winter crée le Parti fasciste révolutionnaire, aux côtés de E. d’Eaubonne, Maurice de Barral et Philippe Lamour (qui reste clairement fasciste et édite le journal Révolution fasciste).

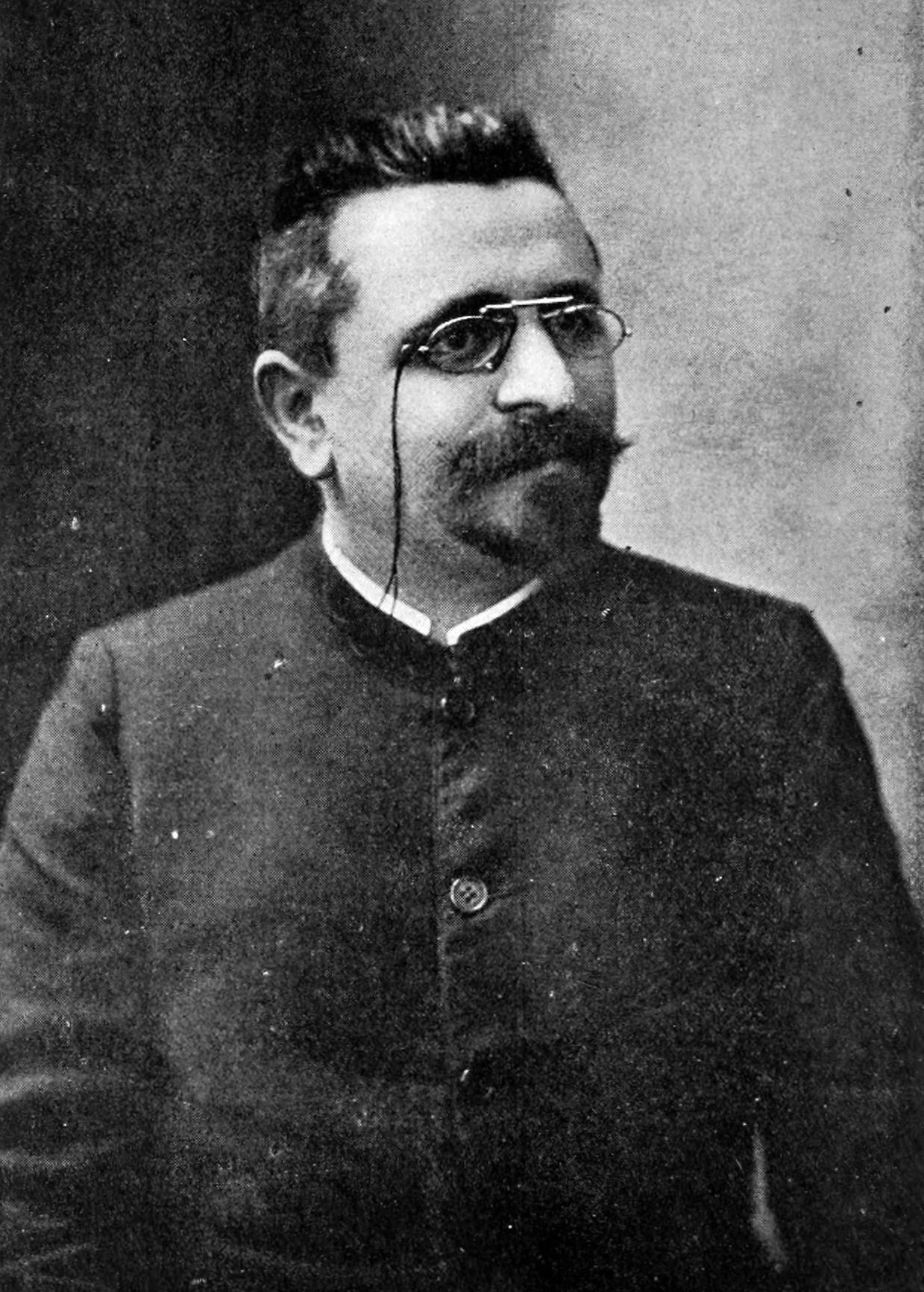
Gustave Hervé, date inconnue.

#### Le courant fasciste de Gustave Hervé
Gustave Hervé, l’un des quatre signataires de la création de la SFIO, leader révolutionnaire et antimilitariste de ce parti, se convertit au nationalisme dès 1912-1914. Hervé a donc suivi le même chemin que Mussolini (exclu du PS italien car favorable à l'entrée de l'Italie dans la Première Guerre mondiale). Son passage du socialisme au nationalisme le mènera au fascisme. Mais c'est un fascisme sans troupes, c'est un nationalisme pacifiste à la française selon les analyses de Raoul Girardet, Hervé n'étant d'ailleurs pas un ancien combattant de la Grande Guerre, contrairement à Mussolini.
Le journal de Gustave Hervé s'appelle depuis 1916 La Victoire, nouveau nom de La Guerre sociale. Hervé appelle à la constitution d'un Parti socialiste national et présente son projet dans son journal en juillet 1919. Il s'allie en août 1919, provisoirement, à quelques figures historiques du socialisme, attachées à un socialisme patriote hostile à l'internationalisme, à l'Allemagne, au bolchevisme : Alexandre Zévaès (ex-député du POF marxiste guesdiste devenu un socialiste indépendant, futur antifasciste dans les années 1930 et futur collaborateur de L’Œuvre de Marcel Déat sous l’Occupation, Jacques Prolo, ancien anarchiste devenu, comme Zévaès, un animateur du Parti républicain-socialiste, Jean Allemane (leader historique du socialisme français), Émile Tissier (ex-marxiste guesdiste, adjoint d'Hervé). Ils animent un Parti socialiste national, composante du Bloc national, opposé à la SFIO. Leur parti végète après 1919.
Zeev Sternhell présente ce parti comme un « groupuscule fasciste ». Shlomo Sand évoque quant à lui « la première tentative avortée de proto-fascisme français », par ailleurs philosémite et prosioniste.
Gustave Hervé crée ensuite le Parti de la république autoritaire (1925), une nouvelle mouture du Parti socialiste national (1927) puis la Milice socialiste nationale (MSN ; 1932-1933) quand arrive Marcel Bucard. Le MSN s’effondre fin 1933 au profit du francisme, scission du MSN menée par Marcel Bucard.

#### La «première vague» du fascisme français?

Caricature communiste présentant Léon Daudet, l'un des dirigeants de l'Action française, comme un « chef fasciste »
(La Provence ouvrière et paysanne, no 32, 11 juillet 1926).

La victoire de la gauche aux législatives de 1924 (Cartel des gauches) va entraîner l’éclosion de nombreuses ligues de droite nationaliste, lui reprochant divers aspects de sa politique : politique laïque, politique économique (chute du franc), etc. L'historien Robert Soucy parle d'une « première vague » de ligues d'extrême droite en 1924-1926. Le retour de la droite au pouvoir en 1926 (avec le gouvernement d'Union nationale de Raymond Poincaré) et la bonne santé de l'économie française vont vite faire retomber cette vague d'agitation, et ceci jusqu'en 1932.
Les ligues nationalistes des années 1924-1926 ne prônent généralement pas une idéologie véritablement fasciste (pas d'État totalitaire notamment), mais plutôt une idéologie réactionnaire, inspirées par Charles Maurras, le bonapartisme (mélange de nationalisme, catholicisme et militarisme) voire simplement un nationalisme républicain. Cependant elles pratiquent parfois un relatif alignement verbal et vestimentaire sur le jeune fascisme italien, qui possède un fort pouvoir de séduction. Les ligues et mouvements nationalistes réactionnaires ont cependant leur place ici car leur aile dure s’apparente clairement au fascisme. Elle se détachera souvent de ces mouvements jugés trop conservateurs pour devenir pleinement fasciste.
Les ligues de cette première vague sont :
- la Ligue des chefs de section de Binet-Valmer, rassemblant des anciens combattants ;
- la Légion (juin 1924-1925) d'Antoine Redier (ancien combattant, rédacteur en chef de La Revue française), ligue forte dans les régions catholiques, à l'idéologie réactionnaire (style Action française) malgré un style fasciste, s'intègre aux JP en juin 1925 puis au Faisceau en décembre 1925 ;
- la Ligue républicaine nationale, fondée en novembre 1924 par Alexandre Millerand pour rassembler les droites républicaines et parlementaires face au Cartel des gauches, regroupant adhérents, élus et rares militants des partis de la droite parlementaire (notamment l’Alliance démocratique et la Fédération républicaine, groupes affiliés), pouvant de ce fait difficilement être rattachée au fascisme ;
- les Jeunesses patriotes (1924-1936), ligue détachée de la Ligue des patriotes en 1926, proche de la Fédération républicaine (droite conservatrice), dissoute en 1936 et évoluant en partis successifs (d'abord Parti national et social en 1930, Parti national populaire en 1935, puis Parti républicain national et social en 1936) ;
- les Croix de Feu (1927-1936), à l'origine une association d’anciens combattants nationalistes dont le recrutement s'élargit dans les années 1930 sous la direction du colonel de La Rocque ; après sa dissolution en 1936, elle devient le Parti social français (PSF).

#### Autres mouvements nationalistes
Ces mouvements, plus anciens, ne sont pas non plus fascistes au sens strict du terme :
- la Ligue des patriotes (1882), vieille ligue nationaliste et républicaine de la Troisième République relancée notamment par le général Édouard de Castelnau et qui est proche de la Fédération républicaine (droite conservatrice) dans les années 1930 ;
- l'Action française (1899), royaliste ;
- l’Appel au peuple (1923), mouvement bonapartiste qui échoue face à la concurrence des JP et de la LP ;
- l'Union nationale des combattants (UNC), grande association d’anciens combattants, orientée à droite (centre droit pour la base, droite et extrême droite pour certains de ses chefs), l’une des deux principales fédérations d'AC avec l'Union fédérale des associations françaises d'anciens combattants (UF).

### Fascismes français des années 1930
Selon Robert Soucy, une deuxième vague fasciste touche la France en 1932-1938, en raison de la crise économique de 1931, du retour au pouvoir de la gauche en 1932 (ce second Cartel des gauches réveille l'extrême-droite) et de l'arrivée au pouvoir d'Hitler début 1933 impulsant une nouvelle dynamique fasciste.
Cependant, la séduction pour le modèle fasciste est plus durable et profonde qu'en 1924-1926. Les gouvernements de la Troisième République peinent à se stabiliser et à se réformer (échec de la réforme Doumergue en 1934) et à résoudre la crise économique tandis que les régimes fascistes (qui mènent des politiques keynésiennes comparables au New-Deal de Roosevelt aux États-Unis) semblent mieux réussir. Le Front populaire de 1936 radicalise aussi une partie de la droite dans un anticommunisme obsessionnel, qui ira croissant jusqu'à la guerre.
La recherche de nouvelles solutions politiques, économiques et sociales donne lieu à un bouillonnement idéologique et à l'éclosion de mouvements non-conformistes, dont certains des membres seront attirés par le fascisme (les uns pour un temps seulement et d'autres définitivement).

#### Mouvements nationalistes
Ces mouvements ne sont pas véritablement fascistes. Certains s'inscrivent plutôt dans la tradition contre-révolutionnaire et antirépublicaine, catholique, traditionaliste et réactionnaire, ou/et dans la tradition du nationalisme français antiparlementaire auxquelles s'ajoutent l'anticommunisme et pour certains l'« esprit ancien combattant ».
Ces mouvements comptent :
- un certain nombre d'organisations d'extrême droite, dont l'Action française (AF), les Jeunesses patriotes et les Croix de feu (ni les Camelots du roi de l'AF, ni les Croix de Feu ne portent un uniforme) ;
- les Comités royalistes de la Seine, issus d'une scission de catholiques de l’AF en 1930 après la condamnation par le pape en 1926 ;
- la Fédération des contribuables (vers 1933) ;
- le Front Paysan, créé par fusion de trois mouvements en 1934 ;
- l'Union paysanne ;
- la Ligue Franc-Catholique, mouvement antimaçonnique ;
- la Ligue antimaçonnique de France ;
- la Cagoule, nébuleuse de plusieurs organisations dont une structure secrète appelée l'OSARN ou CSAR)[pas clair] (scission en 1936 de durs de l’Action française), une structure légale appelée l'Union des comités d’autodéfense (Ucad), la « Cagoule militaire » (réseaux Corvignolles) et peut-être aussi le Rassemblement national pour la reconstruction de la France ou RNRF (fondé en 1936 par Lucien Souchon, Gaston Le Provost de Launay et René Gillouin), soutenus par le général Maxime Weygand, membre de son comité directeur, possible émanation de la Cagoule)[pas clair].

- voir aussi plus loin la Jeune Droite.

#### Ligues et partis principaux
- Solidarité française (1933-1936 : dissoute)
- Francisme de Marcel Bucard (1933-1936 : dissout), qui devient en 1938 le Parti unitaire d’Action sociale et nationale
- Parti populaire français de Jacques Doriot (1936-1944)

#### Groupuscules français
- Parti français national-communiste, puis national-collectiviste (PFNC, 1936), fondé par Pierre Clémenti (journaliste sportif de la presse radicale), M. Degeilh (journaliste communiste) et M. Maurer (publicitaire), publiant la revue Le Pays libre
- Mouvement national populaire (MNP, 1933), créé par Jacques Debû-Bridel
- Front de la jeunesse (1937), créé par Jean-Charles Legrand (avocat proche des républicains modérés), devenant le Mouvement national syndicaliste et corporatiste (MNCS) qui disparaît en 1939 et publie l'hebdo Le Défi
- Comité national des comités de salut public (CNCSP)
- Front franc de Jean Boissel (antisémite et pro-nazi)
- Parti national prolétarien (1934) d'Eugène-Napoléon Bey (antisémite et pro-nazi)
- Parti populaire socialiste national de André Chaumet (qui rejoins le Francisme en 1935)
- Jeunesses anti-juives (1930) fondées par Henry Coston qui fonde 3 ans plus tard le Front national ouvrier paysan (1933) avec Jacques Ploncard d'Assac, Albert Monniot et Jean Drault.

#### Les «troisième voie» des années 1930
Au-delà des groupes politiques relevant clairement du fascisme, les historiens[Qui ?] évoquent une tentation fasciste[pas clair] au sein de nombreux groupes non conformistes, recherchant une troisième voie dans les années 1930.
Ces groupes ont été rattachés au phénomène fasciste compte tenu :
- de leurs idées, les synthèses nouvelles qu’ils proposent (en matières politique, économique, sociale ou sociétale) s’apparentant à certaines propositions ou réalisations fascistes ;
- des parcours de ces membres, certains œuvrant ensuite pour le régime de Vichy et la collaboration. L’attitude en 1940-1944 sera le juge de paix définitif entre fascistes et démocrates[pas clair][réf. nécessaire] ;
- que ces « troisièmes voies » seront parfois des étapes entre des idées démocratiques et le fascisme.

#### Technocrates capitalistes
Passionnés par l'efficacité du capitalisme industriel de masse, les technocrates capitalistes veulent rebâtir la société sur le modèle économique : efficacité[pas clair], expertise des décideurs, etc[réf. nécessaire].
Ils comprennent :
- le Redressement français (1926) ;
- l'expérience Tardieu (1932-1934) ;
- la Société d’étude et d’information ;
- la Confédération des travailleurs intellectuels ;
- le Mouvement travailliste français ;
- la revue Le Producteur ;
- le Groupe Technique et Démocratie.

#### Néo-socialistes et planistes
Avant le gouvernement de Front populaire, la SFIO souffrait, selon les mots de l'époque, d'une pratique sans doctrine (un réformisme au coup par coup au niveau local) et d'une doctrine sans pratique (le marxisme orthodoxe guesdiste : attendre la venue de la révolution qui tomberait comme un fruit mûr[pas clair]). Mais la SFIO se refusait à participer aux gouvernements bourgeois et ne disposait pas d'un corpus idéologique réformiste. Le néo-socialisme constitue une première tentative de forger une doctrine socialiste réformiste. Elle reprend des éléments du planisme (le socialisme par la planification), particulièrement popularisé par le chef du Parti ouvrier belge, Henri de Man.
Ces néo-socialistes et planistes comprennent notamment :
- des néo-socialistes qui resteront au sein de la SFIO jusqu'en 1940 (tel le Groupe révolution constructive) et seront plus épargnés par la tentation d'agir immédiatement sur le réel, la motivation de certains néo-socialistes passés au fascisme[pas clair] ;
- en dehors de la SFIO, le Parti socialiste de France-Union Jean Jaurès, La Vie socialiste (Marcel Déat)[pas clair];
- des membres de la CGT derrière René Belin (futur ministre du Travail du gouvernement de Vichy) ;
- les jeunes turcs radicaux, voulant rapprocher le parti radical, jugé poussiéreux, des socialistes réformistes, dont Gaston Bergery, voir Drieu La Rochelle, Alfred Fabre-Luce, etc.

#### Personnalistes
Selon Zeev Sternhell, des personnalistes chrétiens comme Emmanuel Mounier ont été tentés par certains aspects romantiques et spiritualistes des fascismes, mais aussi intéressés par les débuts du régime de Vichy. L'éthique personnaliste et son orientation anti-étatiste sont cependant bien éloignées du fascisme.

#### Néo-traditionalistes (Jeune droite)
À la suite d’Emmanuel Mounier, on nomme Jeune droite de jeunes intellectuels plus ou moins influencés par l'Action française, qui sont proches de groupes personnalistes comme Esprit ou Ordre Nouveau au début des années 1930. Diagnostiquant comme les autres courants personnalistes une « crise de civilisation », ils refusent aussi bien le matérialisme du marxisme que celui de la société bourgeoise, tout en dénonçant les dérives étatistes du fascisme et du communisme, et sont favorables à une « révolution spirituelle » d'inspiration personnaliste.
On peut distinguer deux grands groupes de la Jeune droite. Un premier courant s'organise autour de Jean-Pierre Maxence dans Les Cahiers (1928-1931) puis dans La Revue française (1932-1933), ces deux publications traduisant le passage d'une orientation spiritualiste et catholique à une orientation plus politique et sociale, antiparlementaire et anticapitaliste (notamment lorsque Maxence se rapproche de Thierry Maulnier et de Robert Brasillach). À partir de 1930, un second courant se constitue en rupture avec l'Action française, autour de Jean de Fabrègues et des revues Réaction (1930-1932), La Revue du Siècle (1932-1934), La Revue du XXe siècle (1934-1935), moins politique et avec une identité chrétienne affirmée.
Après 1934, ces courants se retrouvent dans une revue mensuelle, Combat (1936-1939), dirigée par Jean de Fabrègues et Thierry Maulnier. Alors qu’ils avaient contribué à diffuser la formule « Ni droite, ni gauche », ils se retrouvent face aux évènements, tout en continuant à conserver une spécificité, aux confins de l'extrême droite[pas clair], notamment avec la création par Maxence et Thierry Maulnier de l'hebdomadaire L'Insurgé (1936), publié sous le patronage de Drumont et Valles. En revanche, Jean de Fabrègues, tout en se politisant, reste davantage fidèle à l'orientation spiritualiste et personnaliste de la période précédente, notamment avec la revue Civilisation (1938-39).

#### Lieux de rencontres des partisans d’une troisième voie
- Le plan du 9 juillet 1934, réunissant aussi bien rénovateurs de gauche et de droite nationaliste
- Les Rencontres de Pontigny, inspirées en 1934 par le chef du Parti ouvrier belge Henri de Man
- Les Nouveaux Cahiers (1934), revue bimensuelle
- Le Parti populaire français (PPF), aussi un grand lieu de rencontre de gens venus de tous horizons, en particulier des deux extrêmes

### Fascismes français après 1945
Après la Seconde Guerre mondiale, de nombreux fascistes français tels que Maurice Bardèche, Marc Augier, François Duprat ont eu une influence considérable dans l'extrême droite radicale française. En France, le courant du Nationalisme révolutionnaire dont faisait partie François Duprat est dérivé du fascisme. Des mouvements tels que la FANE, Europe-Action, Occident, Ordre Nouveau,,,, et les Groupes nationalistes révolutionnaires furent des mouvements fascistes français d'après-guerre. Ils utilisaient la croix celtique ainsi que d'autres symboles comme emblème et étaient violemment anticommunistes et antisionistes[réf. nécessaire].

## Controverses historiographiques
Les historiens et les politologues n'ont pas les mêmes analyses sur la naissance, la définition, la nature et l'importance du fascisme français, voire son existence durant l'entre-deux-guerres ou sous le régime de Vichy. D'où des controverses scientifiques voire des querelles et polémiques sur telle ou telle personnalité française (comme Emmanuel Mounier ou Bertrand de Jouvenel), sur l'antériorité du fascisme français par rapport au fascisme italien, sur la notion de pré-fascisme ou l'importance de la Première Guerre mondiale.
Ces controverses se poursuivent également à propos d'événements comme l'émeute parisienne du 6 février 1934, des ligues d'extrême droite, notamment les Croix-de-Feu, du Parti social français du colonel de La Rocque, du régime de Vichy. Ces polémiques ont pu prendre un tour personnel.[pas clair] Le livre de l'historien israélien Zeev Sternhell Histoire et Lumières, Changer le monde par la raison (livre d'entretiens paru en 2014) dénonce ainsi ce qui est selon lui l’aveuglement des historiens liés à Sciences Po, accusés d'être rétifs aux analyses issues d'universitaires étrangers. Il attaque notamment Serge Berstein et Michel Winock, qui a été son éditeur avant de rompre avec lui. Les controverses ont eu un certain retentissement médiatique : des revues, des penseurs, des tribunes et des journalistes ont évoqué les polémiques et ont entretenu le débat sur le fascisme français.
Il existe au moins trois grandes théories historiographiques sur le fascisme française :
- celle des historiens français René Rémond, Philippe Machefer[18] et Jacques Bouveresse[19], de l'historien allemand Klaus-Jürgen Müller (citant Ernst Nolte[20]) et la majeure partie de l'historiographie française croisant la « pureté » idéologique des mouvements avec leur poids politique, qui statuent que le fascisme français n'a pas vraiment existé, le véritable fascisme se limitant à de petits groupuscules sans influence ;
- celle de l'historien Zeev Sternhell[21], qui théorise son existence par la rencontre d'éléments de gauche et d'extrême-droite avec un « préfascisme » apparu en France à la fin du XIXe siècle, selon une attention plus forte sur l'idéologie que la force des mouvements politiques[pas clair] ;
- celle des historiens Robert Soucy et Ernst Nolte, se focalisant sur la popularité des mouvements contre une « pureté » idéologique et estimant qu'il a existé de manière importante au sein des droites grâce à l'idéologie maurrassienne permettant sa diffusion[pas clair].[réf. nécessaire]

### Thèse française classique

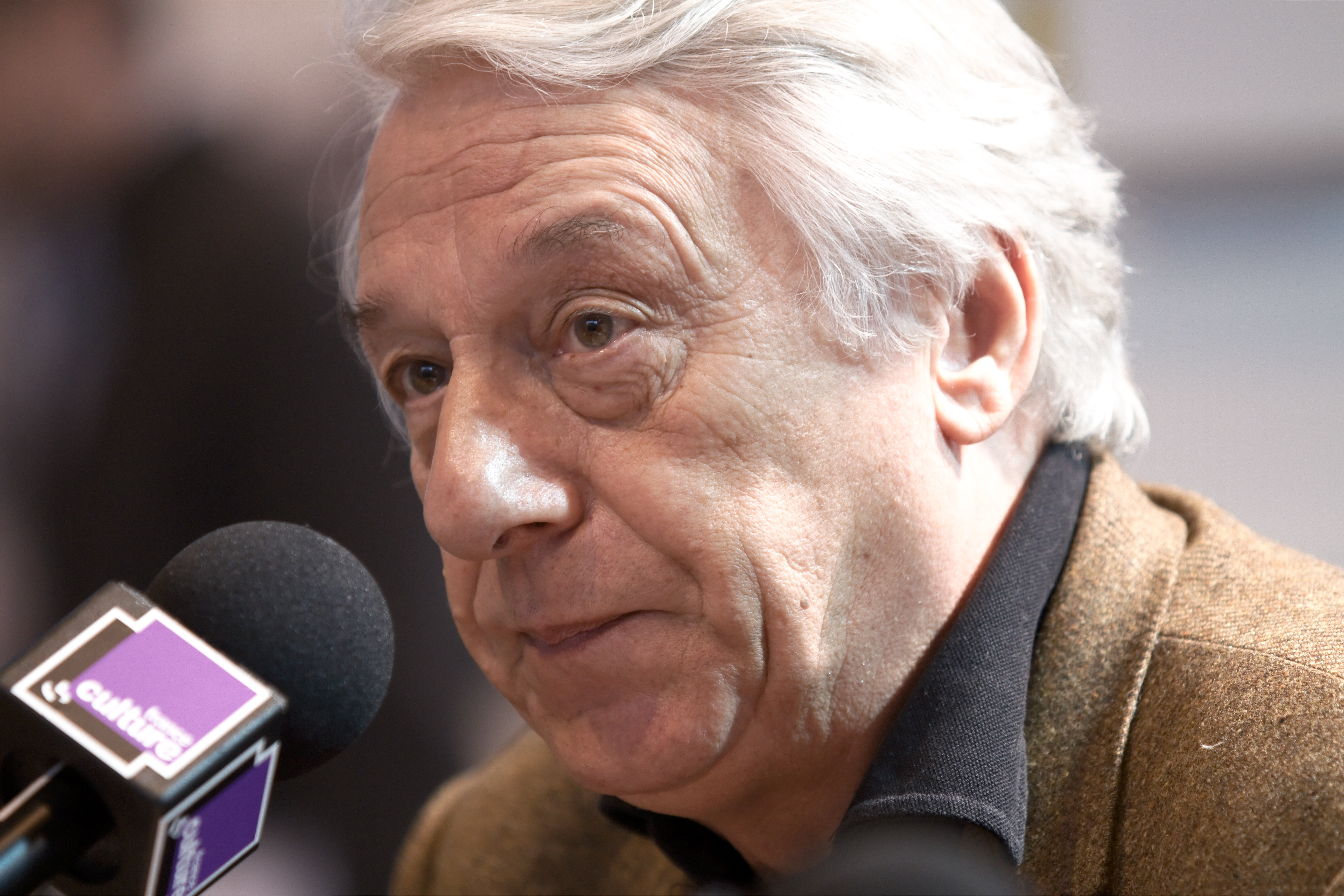
Michel Winock en 2010.

À la suite de l'analyse de la droite française de René Rémond, exposée dans Les Droites en France en 1954 et qu'approfondissent Serge Berstein, Pierre Milza ou Michel Winock, l'historiographie française[Qui ?] met en avant le fait qu’il n’y a pas vraiment eu de fascisme en France.
Ceci s'explique dans la mesure où :

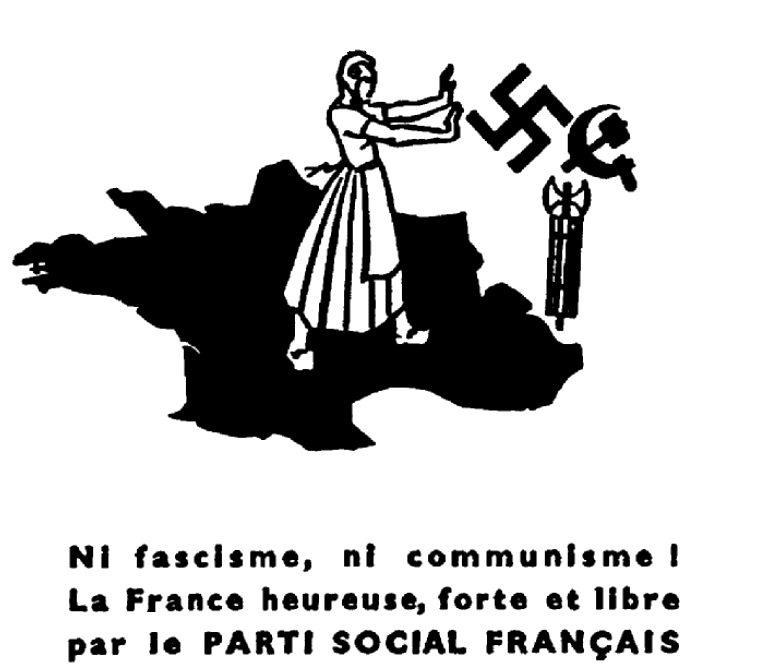
Dessin publié par le Parti social français du colonel de La Rocque rejetant aussi bien le communisme que le fascisme et le nazisme (1936).

- il n’y a pas eu de grand mouvement de masse fasciste, le seul mouvement de masse nationaliste, le Parti social français du colonel de la Rocque, est majoritairement considéré comme « un christianisme social patriotique » (Pierre Milza) et une préfiguration du gaullisme) ;
- il n’y a pas eu d’arrivée au pouvoir légale ou violente dans l’entre-deux-guerres comme en Italie ou en Allemagne ; il faudra un événement vraiment exceptionnel (l’invasion de la France en un mois par l’Allemagne en 1940) pour voir arriver au pouvoir un régime « fasciste » au sens large, le régime de Vichy ;
- malgré des périodes de tension (6 février 1934), la vie politique française de l’entre-deux-guerres ne s’est pas bâtie autour d’un affrontement entre fascistes et antifascistes, mais plus classiquement entre la gauche (SFIO, PCF) et la droite républicaine (Alliance démocratique et Fédération républicaine), arbitré par le centre (parti radical-socialiste).

Cette thèse classique de l'immunité française face au fascisme reconnaît qu’il a existé un fascisme français au sein de ligues, partis et journaux, mais estime que son audience fut très limitée. Les ligues étant pour René Rémond héritières du bonapartisme via le boulangisme, les mouvements fascistes se réduisent à des groupuscules absents du paysage politique. Cependant, l'historiographie française reformulera et nuancera cette thèse en s'attachant à la réception du fascisme en France, à ses manifestations concrètes, certains historiens s'éloignant de la thèse initiale de René Rémond devant les apports de chercheurs anglo-saxons.

Les tenants de la thèse dite « immunitaire » affirment que la France aurait été protégée ou immunisée du fascisme par plusieurs facteurs (économiques, politiques, historiques, etc.) :
- les crises économiques y ont été moins fortes qu'en Allemagne ;
- l’esprit démocratique (héritage des Lumières) y était implanté depuis longtemps (donc plus solidement qu’en Allemagne ou en Italie), relayé par des institutions influentes au sein des élites intellectuelles (Ligue des droits de l'Homme, CVIA, etc.) ; les masses n'ont pas été séduites par le fascisme du fait de la prégnance du modèle républicain et de ses pratiques (droit de vote, élections, débats, presse libre, parlementarisme) ;
- les classes moyennes mécontentes n'ont pas été séduites par le fascisme, elles se sont tournées vers les Croix de Feu et le Parti social français, qui les ont maintenues dans la légalité républicaine ;
- la droite monarchiste et catholique n'a pas été attirée par le fascisme, retenue dans une attitude plus conservatrice par le maurrassisme de l'Action française (pensée très bien construite et exposée dans les ouvrages de Maurras, et ainsi plus convaincante qu'une doctrine fasciste floue) ; plus largement, les trois traditions de la droite existantes (légitimisme, orléanisme et bonapartisme) ont rendu impossible l'enracinement du fascisme en quadrillant le territoire selon René Rémond ;
- le nationalisme français, comme l'a montré Raoul Girardet, n'est pas un nationalisme guerrier, belliqueux, agressif, rêvant de conquêtes, mais un nationalisme tourné vers l'intérieur (hostile avant tout aux ennemis de l'intérieur) et qui refuse de valoriser les modèles étrangers ;
- la France a connu une profonde sécularisation alors que le fascisme italien et le nazisme allemand ont pu solliciter le potentiel de mobilisation des religions dominantes[22] ;
- le tropisme de la « mission universelle » de la France paralysait la visée d'une expansion brutale d'un peuple conquérant propre au fascisme et au nazisme[22] ;
- l'épuisement des rêves impériaux, par les deux aventures napoléoniennes, pourrait expliquer le ralliement à l'idée d'un « fascisme européen » et donc au collaborationnisme[22] ;
- les anciens combattants français, comme l'a montré Antoine Prost dans sa thèse sur les AC de l'entre-deux-guerres[pas clair], sont très majoritairement à la fois patriotes et pacifistes ;
- la France fait partie des pays vainqueurs de la Première Guerre mondiale et des pays disposant d'un empire colonial, contrairement à l'Allemagne vaincue qui a perdu ses colonies, ou à l'Italie qui fait certes partie des vainqueurs, mais n'a pas obtenu les territoires espérés lors de son entrée en guerre et rêve d'un empire colonial.

### Thèse de Zeev Sternhell

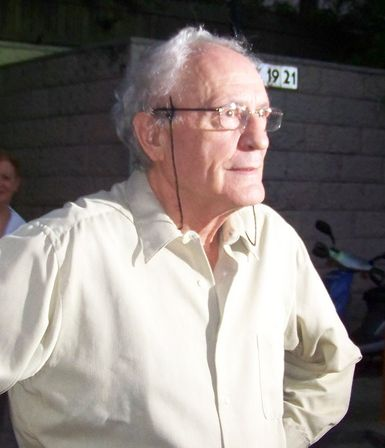
Zeev Sternhell en 2008.

Avec son livre La Droite révolutionnaire, 1885-1914, Zeev Sternhell, professeur à l'université hébraïque de Jérusalem et historien des idées, affirme que c'est dans la France républicaine des années 1885 à 1914 que le fascisme a été élaboré en tant que doctrine, avec plusieurs années d'avance sur l'Italie. Selon lui, la France a été le vrai berceau du fascisme, même si celui-ci n'est pas arrivé au pouvoir avant 1940 (avec une intensification à partir de 1943). Il affirme que l’idéologie fasciste est née en France de la rencontre intervenue avant la Première Guerre mondiale d’un nationalisme anti-républicain (boulangisme, antidreyfusisme, maurrassisme) et du syndicalisme révolutionnaire de Georges Sorel, au sein notamment du Cercle Proudhon de Georges Valois. Selon lui, la France est même une terre propice au fascisme compte tenu d’une forte tradition anti-libérale prônant une société organique (anti-individualisme, anti-parlementarisme). Cependant, le fascisme ne saurait se confondre avec l’ancienne idéologie contre-révolutionnaire. Le fascisme étant un mouvement propre à l’ère de masse du XXe siècle, il naît de la fusion du nationalisme, d’éléments d’extrême droite et d’éléments de gauche.
Avec Ni droite ni gauche : l'idéologie fasciste en France, il étend son analyse à l'entre-deux-guerres et accole le terme de fasciste aux néo-socialistes, planistes, technocrates, voire à certains personnalistes des années 1930 (tous groupes que l’on peut regrouper sous l’appellation large de non-conformistes des années 1930, en reprenant le titre d'un ouvrage de Jean-Louis Loubet del Bayle). Il souligne l'importance idéologique du fascisme comme facteur d'imprégnation et de démoralisation de la société politique française, mais admet alors son insignifiance politique en tant que force politique. Il pense alors que c'est la droite qui a empêché le développement politique du fascisme en France, comme le montrerait le cas de Georges Valois dont le mouvement du Faisceau fut torpillé par la droite conservatrice, par les autres ligues (Ligue Millerand, Ligue des patriotes, Jeunesses patriotes, Action française). Il différencie le fascisme du nazisme, soulignant que l'antisémitisme n'est pas une composante nécessaire du système fasciste.
Les années 1920 et encore plus 1930 ont été marquées par un intense bouillonnement idéologique. Au sein de tous les partis, des hommes réfléchissent à des solutions nouvelles, tant à gauche (SFIO et PCF) pour renouveler la vieille pratique guesdiste au profit d’un socialisme réformiste qui n’avait jamais été théorisé, qu'à droite pour dépasser le libéralisme parlementaire alors que la Troisième République ne parvient pas à se réformer pour gagner en stabilité (voir la tentative avortée du président Gaston Doumergue pour renforcer les institutions en 1934).
Des hommes de tous bords ont pu échanger des idées nouvelles au sein de multiples groupes de réflexions (X-Crise, etc.) et revues (Nouveaux cahiers, Plans, etc.). Selon Sternhell, ils rentrent dans le cadre large du fascisme. D'une part, dans leur quête de nouveauté, ils envisagent de nouvelles solutions non libérales et antiparlementaires et regardent même parfois explicitement du côté des régimes fascistes qui paraissent alors jeunes et modernes. Plutôt que de fascisme au sens plein, on peut souvent parler pour ces hommes de « tentation fasciste » ou de « séduction fasciste », du moins tant que l’intérêt ne dure pas.
D'autre part, au sein de ces groupes et revues, les futurs résistants travaillent avec les futurs vichystes ou collaborateurs, avec les mêmes mots et les mêmes idées. La distinction entre fascistes et non-fascistes n’est souvent possible qu’après 1940, où se fait le choix décisif : profiter de la chute de la République pour imposer ses idées (ceux-là tomberont dans le régime de Vichy et la collaboration) ou donner priorité par patriotisme ou républicanisme, à la Libération du pays avant de le réformer (ceux-là seront résistants, puis mèneront les grandes réformes des Quatrième République et Cinquième République). L’attitude sous l’occupation reste le juge de paix entre fascistes et non fascistes qui ne doit pas faire oublier les convergences de projets avant-guerre.
Par ailleurs, les thèses de Sternhell ont évolué au fil de ses travaux et des rééditions de ses livres. Ses premiers travaux n'évoquent pas par exemple le Parti social français (PSF) de La Rocque, alors que ses derniers articles s'y attachent, pour analyser ce parti comme un parti fasciste.

### Thèse d’Ernst Nolte
Travaillant sur l'Action française, Ernst Nolte affirme que la formation maurrassienne est l'une des trois facettes du fascisme avec le national-socialisme allemand (NSDAP) et le Parti national fasciste de Benito Mussolini, considérant que la cause de leur formation respective est l'antimarxisme. Selon lui, la France aurait connu un fort mouvement fasciste par l'importance du poids de l'idéologie de Maurras dans la société, qualifiant l'entre-deux-guerres d’« époque du fascisme ». Comme Zeev Sternhell, il voit dans la France de cette période les éléments d'un « préfascisme ».

### Thèse de Robert Soucy
Robert Soucy souligne que tous les conservateurs français des années 1920 et 1930, en particulier les membres de l'Alliance démocratique et du Parti démocrate populaire des années 1930, n'ont pas subi l'attrait du fascisme, mais il considère les fascismes français les plus aboutis de l'époque, ceux comptant le plus grand nombre d'adhérents, comme des « variantes » ou des « extensions » du conservatisme social en crise, c'est-à-dire comme autant de mouvements à avoir bénéficié de la réaction de la droite à la victoire du cartel des gauches en 1924 et du Front populaire en 1936. Il soutient notamment que les Croix de Feu/Parti social français, le plus grand mouvement de la droite française en 1937, avec un nombre d'adhérents supérieur à celui des partis communiste et socialiste réunis, ont constitué l'une de ces variantes fascistes. Soucy décrit plusieurs caractéristiques partagées par les CF/PSF avec les autres fascismes européens de l'époque et il élabore une définition également à multiples facettes du fascisme lui-même.
Là où Robert Paxton et Philippe Burrin ont décrit certains conservateurs des classes supérieures à avoir soutenu le fascisme comme « alliés » ou « complices » du fascisme, mais non comme fascistes eux-mêmes, Soucy fait valoir que cet « essentialisme sélectif » évite aux membres des élites traditionnelles, mais non à ceux au-dessous eux, d'être considérés comme fascistes. Pour Soucy, les différences entre conservateurs autoritaires non-fascistes et conservateurs autoritaires fascistes étaient souvent plus une question de gradation et de tactiques que d'essences fixes ou irréconciliables. Par comparaison avec les conservateurs autoritaires non-fascistes, les fascistes affichaient une haine plus virulente de la « décadence », un désir plus nettement marqué d'engendrer un grand nombre d'« hommes nouveaux », un plus grand recours à la jeunesse – la « virilité » étant érigée en idéal –, et le caractère plus farouche de leur nationalisme. La diabolisation pratiquée par les fascistes, qui accusaient plus durement les communistes, les socialistes, les francs-maçons, les internationalistes, ainsi que – mais pas toujours – les Juifs, de la plupart des maux de la nation, était également plus virulente que celle de nombre de conservateurs. Le goût pour la répression de ces éléments « antipatriotiques » était beaucoup plus marqué chez les fascistes, qui étaient également plus disposés à s'engager dans des activités paramilitaires et qui voulaient appliquer les valeurs militaires de discipline, d'obéissance, d'anti-hédonisme, etc. à l'ensemble de la société. Alors que les conservateurs traditionnels se méfiaient du populisme, fût-il d'extrême-droite, les fascistes ambitionnaient de mobiliser « les masses ». Ce faisant, les fascistes faisaient écho à un idéal également encouragé par d'autres conservateurs, à savoir l'insignifiance des différences matérielles entre classes sociales par rapport aux valeurs « spirituelles » et à l'unité de la nation. Les fascistes français exhortaient leurs adhérents à revitaliser « l'esprit des tranchées » de la Première Guerre mondiale, lorsque travailleurs et bourgeois, paysans et aristocrates avaient combattu côte à côte les ennemis de la nation. Soucy soutient que le mouvement de La Rocque présentait, à divers moments, toutes ces caractéristiques.

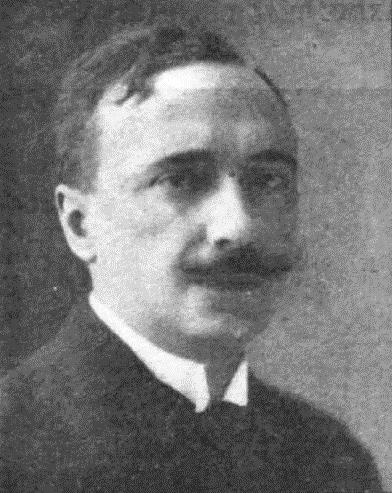
Georges Valois en 1925.
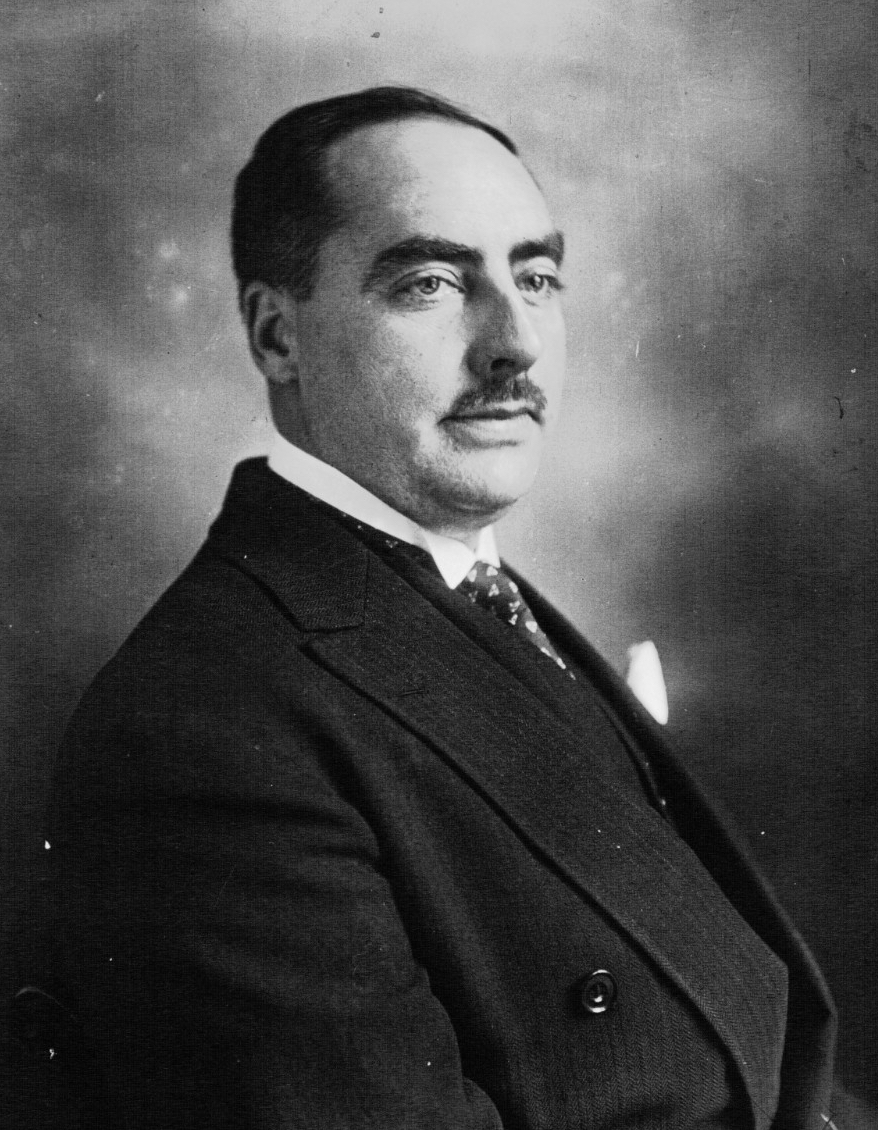
Pierre Taittinger.
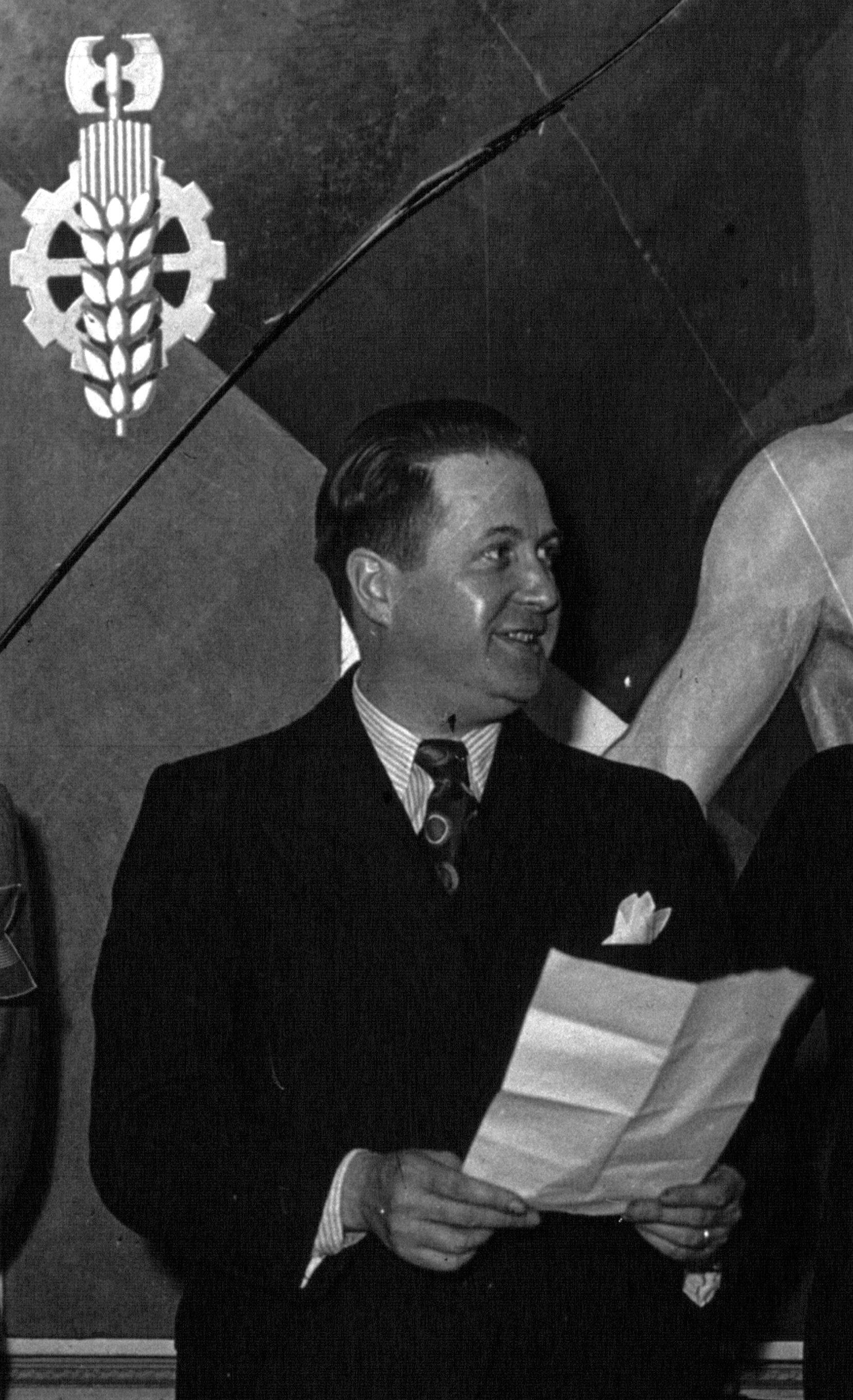
Marcel Bucard.
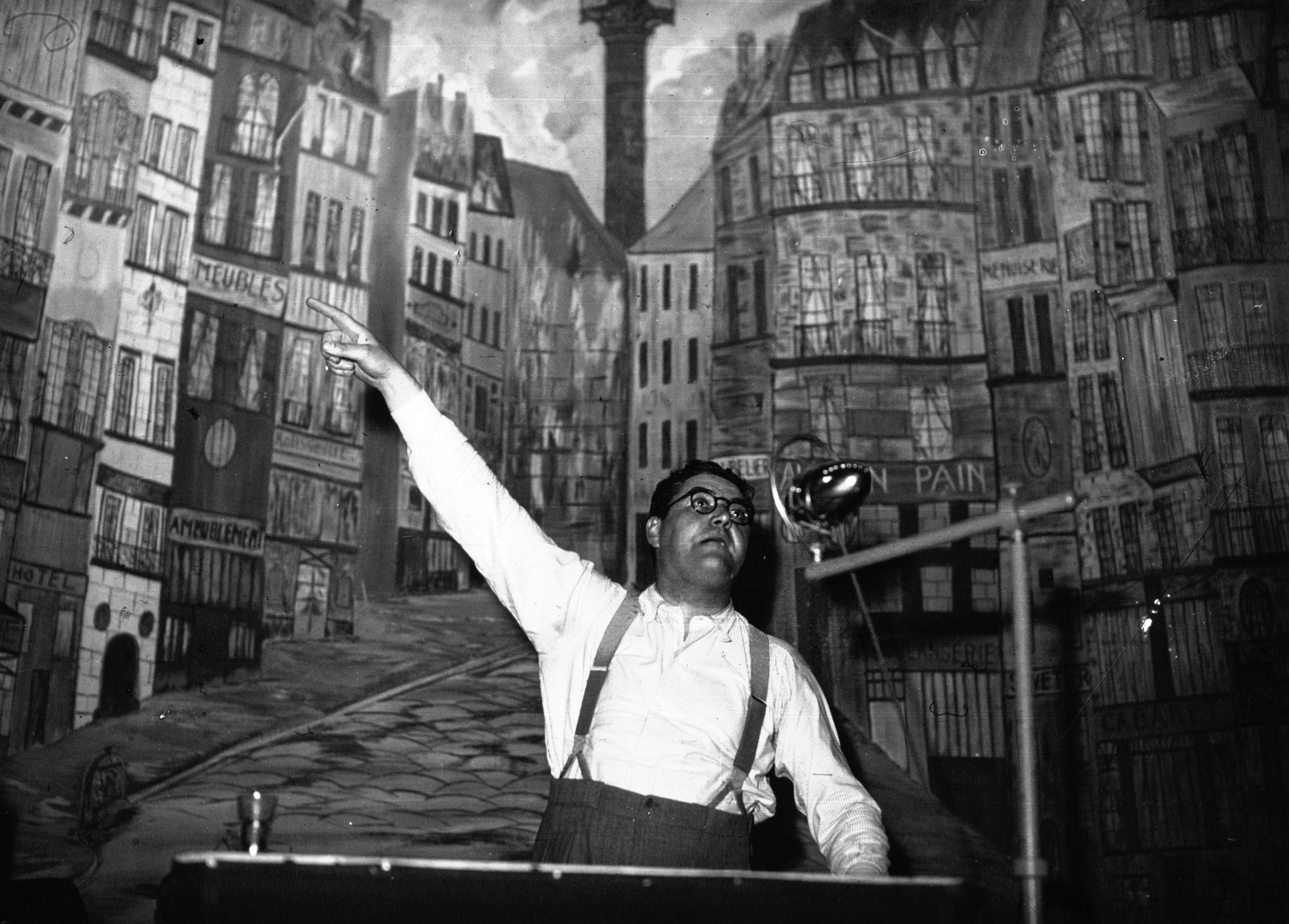
Jacques Doriot en 1936.

Soucy estime que, dans les années 1930, plus les conservateurs autoritaires non-fascistes français (et même conservateurs précédemment démocratiques) s'estimaient menacés par la gauche, plus ils étaient sensibles aux sirènes du fascisme. Aucune attaque sérieuse contre les élites traditionnelles ou de leurs intérêts économiques n'était (du moins en temps de paix) exigée des conservateurs sociaux qui optaient pour l'alternative fasciste. Un thème récurrent dans les écrits des fascistes français de Valois, Taittinger et Coty à La Rocque, Bucard et Doriot (ainsi que de Mussolini à Hitler), était que la conciliation – sur une base conservatrice – entre les classes devait se substituer aux luttes de classe (en particulier les grèves ouvrières). Dans un certain nombre de cas durant la Grande Dépression, les intérêts communs entre fascistes et conservateurs non-fascistes ont effacé des divergences pour les remplacer par une « fusion » accompagnée d'une interpénétration idéologique dans les deux sens.

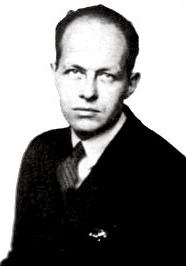
Pierre Drieu la Rochelle en 1938.

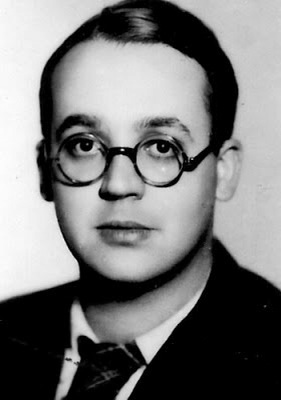
Robert Brasillach.

Pour Soucy, la rhétorique « anti-bourgeoise » d'intellectuels fascistes, comme Robert Brasillach ou Pierre Drieu la Rochelle, faisait référence aux bourgeois « décadents », c'est-à-dire les bourgeois libéraux, démocratiques, hédonistes, complaisants envers le marxisme, non les bourgeois « virils ».

Soucy affirme que la « fluidité » de l'idéologie et des tactiques fascistes constitue un défi pour les historiens qui insistent pour imposer des taxonomies statiques à une idéologie fasciste en mouvement. Le fascisme italien donne un exemple majeur de cette fluidité lorsque Mussolini, d'abord socialiste, effectua un virage à droite brutal, après l'énorme défaite subie par son mouvement du Fascio national « syndicaliste » aux élections de 1919. Soucy critique également les définitions du fascisme qui exigent que les fascistes, pour être considérés comme tels, se soient comportés, avant leur arrivée au pouvoir, exactement de la même façon « totalitaire » qu'après leur arrivée au pouvoir. Soucy considère que trop d'historiens ont eu tendance à exonérer les CF/PSF en définissant le fascisme de façon ahistorique et en prenant pour argent comptant la rhétorique « démocratique » de La Rocque après l'interdiction des CF en 1936.
Soucy est également en désaccord avec les historiens qui dépeignent La Rocque comme trop « modéré » pour être fasciste, et comme quelqu'un qui croyait en la « légalité républicaine », qui désapprouvait la violence politique, qui était un vrai démocrate, et qui était, de surcroît, opposé à l'antisémitisme. Soucy cite diverses déclarations de La Rocque qui contredisent ces interprétations, parmi lesquelles : en 1935, La Rocque condamnait « les modérés » devenus, selon lui la proie du « compromis et de l'hésitation », appelant les Français à se dresser contre la menace de la révolution communiste et de « son alliée sordide la révolution ». En 1941, il rappela à ses lecteurs « combien de fois, jadis, n’avons-nous pas condamné les « modérés » ? ». « Ce sont gens de mignardise. Ce sont gens de mollesse ». Parvenu, au cours de l'hiver 1935-36, à la conclusion que les circonstances n'étaient pas favorables à un coup paramilitaire, La Rocque choisit de briguer l'accès au pouvoir par les voies électorales, bien qu'il ait, à cette époque, déclaré à ses troupes que « La seule idée de briguer un mandat me donne des nausées : c’est une question de tempérament ». « L’hitlérisme, a-t-il rappelé, est devenu une force politique prépondérante seulement le jour où, en 1930, il a fait entrer cent sept des siens au Reichstag ».
Soucy indique également que La Rocque félicita, en 1933, les membres des CF qui se livrèrent, de 1931 à 1933, à de « nombreux » assauts contre les réunions pacifistes. Il en dirigea d'ailleurs une lui-même en 1933. En 1934, il commandait, à partir de son « poste de commande » à quelques rues de la Chambre des députés, la participation (de façon « disciplinée ») de ses troupes aux émeutes « fascistes » du 6 février 1934 qui se soldèrent par la démission de Daladier et la chute de son gouvernement du Cartel des gauches le lendemain. En octobre 1936, trois mois après la création du PSF « démocratique », quelque 15 000 à 20 000 militants du PSF affrontèrent violemment des militants communistes lors d'un meeting du PCF au Parc des Princes. Trente policiers furent blessés dans les affrontements. Un mois plus tard, La Rocque décrivait la violence de ses partisans au Parc des Princes comme une « levée en masse » spontanée, qui avait contenu « l'arrivée au pouvoir d'un complot communiste ».
Bien que La Rocque se soit, comme Mussolini au cours de sa première décennie au pouvoir, opposé à l'antisémitisme biologique et qu'il ait défendu les juifs assimilés, en particulier ceux de droite, dont Kaplan, le rabbin de Paris et les anciens combattants de 14-18, La Rocque s'est, après 1936, laissé aller de plus en plus à un antisémitisme culturel et politique ciblant les immigrants juifs, en particulier, ceux du Front populaire. En 1940, il dénonce la « purulence juive » soutenue par les « complots » francs-maçons et, en 1941, il accuse les immigrants juifs d'avoir sapé la « moralité » et la « santé » de la nation et – de nouveau avec les francs-maçons – d'avoir contribué aux « vices mortels » de la France. En 1941, il exhorta Vichy à entreprendre, avec « une résolution impitoyable », l'« extirpation intégrale des éléments contaminés » de la société française.
Soucy remet également en cause l'argument selon lequel le mouvement de La Rocque n'était pas fasciste parce qu'il était une forme de « catholicisme social patriotique », c'est-à-dire trop nationaliste et trop catholique pour être fasciste. Pour Soucy, on pourrait appliquer la même description à la faction dominante du Partito Nazionale Fascista (PNF) de Mussolini après la signature des accords du Latran réconciliant le régime fasciste et le Vatican en 1929. Non seulement le grand nombre de catholiques qui affluèrent au PNF après 1929 laissèrent leur marque sur l'idéologie fasciste en Italie, mais Pie XI remercia Mussolini d'avoir mis en œuvre le « catholicisme social » prôné par l’encyclique Rerum novarum. De même, tous les fascistes n'étaient pas non plus « modernistes » esthétiques. Les historiens qui supposent que le fascisme et le catholicisme (en particulier de droite) sont comme l'huile et l'eau ignorent que, pendant les années 1930, un bon nombre de « fusions » eurent lieu, y compris l'existence d'importants mouvements fascistes catholiques en Espagne, au Portugal, en Pologne, en Autriche, en Hongrie, en Croatie, en Bolivie, en Argentine, au Chili et au Brésil. Soucy affirme que, même si de nombreux catholiques ont rejeté le fascisme au cours de l'entre-deux-guerres (il note, par exemple, que davantage de protestants que de catholiques ont soutenu le nazisme en Allemagne dans les élections de juillet 1932, 38 % contre 16 %), des catholiques comme Valois, Taittinger, Coty, Bucard et de La Rocque ont bien été les porte-parole d'une forme française de fascisme, dont les origines intellectuelles en France remontent aux années 1880.
Soucy récuse également l'hypothèse selon laquelle La Rocque n'était pas fasciste parce qu'il était très nationaliste et très opposé à une invasion de la France par l'Allemagne dans les années 1930. Il fait remarquer que La Rocque était loin d'être le seul fasciste européen de l'époque à être très nationaliste. La plupart d'entre eux, y compris Hitler et Mussolini, l'étaient et aucun ne voulaient voir son pays conquis par une autre nation, fût-elle fasciste. Ceci n'a toutefois pas empêché de La Rocque d'écrire en 1934 que le Duce est un « génie » et que « l'admiration que mérite Mussolini est incontestable ». Tant dans les années 1930 qu'en 1941, La Rocque demandait à la France de s'engager dans une « solidarité continentale » (non un assujettissement) avec l'Italie fasciste. En 1941, il a également soutenu la « collaboration continentale » avec l'Allemagne nazie à la condition que la France soit traitée en partenaire égale. C'est quand il est parvenu à la conclusion, au début de 1942, que celle-ci n'allait pas se produire et que la guerre commençait à tourner au désavantage des Allemands, qu'il a formé son propre réseau de Résistance, avant d'être arrêté par la Gestapo et de passer le reste de la guerre dans les prisons allemandes. Selon Soucy, La Rocque serait d'ailleurs loin d'avoir été le seul « fasciste français ultranationaliste » à rejoindre la Résistance.
Comme d'autres historiens, Michel Winock fait remarquer que la citation sur la « collaboration continentale » avec les Allemands est une « citation falsifiée » par Soucy, ce que ce dernier reconnait d'ailleurs.

### Évolutions des termes du débat
Depuis les années 1950, la majeure partie de l'historiographie française s'oppose à la thèse marxiste du fascisme comme solution à la crise du capitalisme, au concept de fascisme cohabitant avec la démocratie de l'entre-deux-guerres, et à la Collaboration volontaire des milieux industriels. En 1955, Raoul Girardet donne dans un article pionnier une analyse du fascisme français des années 1930. S'il donne raison à René Rémond, il souligne cependant « l'imprégnation fasciste dans l'histoire du nationalisme français », évoque pour l'essentiel l'« état d'esprit diffus » de « jeunes intellectuels bourgeois » comme Robert Brasillach, Pierre Drieu la Rochelle ou Lucien Rebatet, séduits par les modèles dictatoriaux étrangers, contrairement aux nationalistes des décennies antérieures, et marqués surtout par la conviction du déclin français, le « romantisme de l'action révolutionnaire » et le culte de la virilité et de la jeunesse. Il note leurs bravades à l'égard de la République mais aussi de la droite conservatrice et du monde bourgeois. C'est un fascisme qui a du mal à se dégager selon lui du corset du nationalisme traditionnel et du « dogmatisme maurrassien », tout du moins jusqu'à la défaite de 1940. Il souligne que l'originalité du fascisme français réside dans « l'absence d'un chef unique et incontesté » et de masses pour le suivre.
En 1981, à partir des travaux de Robert Paxton et de Zeev Sternhell, mais également de ceux Michel Foucault sur l'invention du concept moderne de race, le philosophe Bernard-Henri Lévy recentre le débat sur le terrain idéologique avec son livre L'Idéologie française (Grasset, 1981) en mettant en accusation l'influence qu'a exercé la pensée de Henri Bergson en particulier, dès la fin des années 1880, sur des militants appartenant à des mouvements politiques épars – le boulangisme, l'Action française, le syndicalisme révolutionnaire, l'anarchisme, le socialisme –, se classant à l'extrême droite ou à l'extrême gauche, mais qui se rassembleront en 1911 pour créer le Cercle Proudhon, c'est-à-dire le laboratoire conceptuel du national-socialisme selon Lévy. Avant d'accéder au pouvoir, il a fallu que le fascisme se pense et élabore des concepts et une stratégie de prise de pouvoir.
À l’espèce de racisme manifesté par la noblesse d'Ancien Régime, « sous la forme du sang, c’est-à-dire des ascendances et de la valeur des alliances», Foucault observe que se substitue le racisme moderne, articulé sur « un autre projet : celui d’une expansion indéfinie de la force, de la vigueur, de la santé, de la vie».

Avant de considérer les effets du fascisme et de mesurer ces dégâts, il s'agit d'analyser comment s'est formée sa cohérence idéologique, d'où la nécessité d'étudier ce qui s'est passé en France, depuis le coup d'État avorté du général Boulanger dans les années 1880 jusqu'aux pleins pouvoirs confiés au maréchal Pétain en juillet 1940, parce que c'est là que cette cohérence se forme historiquement, du moins selon le regard que Lévy partage avec Sternhell.
Les analyses historiques de Bernard-Henri Lévy ont été contestées, notamment par des historiens.
La parution en 1983 du livre de Sternhell sur l'idéologie fasciste en France donne lieu à un procès la même année, voulu par Bertrand de Jouvenel. Qualifié de fasciste et de pro-nazi par Sternhell, Jouvenel porte plainte pour diffamation et gagne son procès. Il a été notamment défendu par Raymond Aron, qui affirme que le livre de Sternhell « est le plus totalement a-historique qui se puisse concevoir. L'auteur ne remet jamais les choses dans le contexte des événements. Il donne du fascisme une définition tellement vague, tellement imprécise, que l'on peut y rattacher n'importe quoi ». Aron meurt d'un arrêt cardiaque juste après son témoignage.
La polémique se poursuit par la suite. Le livre de Sternhell donna aussi lieu à des réfutations dans divers périodiques, notamment la revue Le Débat. Jacques Julliard, Serge Berstein et Michel Winock notamment contestent tout ou une partie de ses thèses ainsi que sa méthode. L'extension du terme « fasciste » est alors contestée par la majorité des historiens français, sur le fond et pour sa méthode, car elle amalgame des textes détachés de leur contexte logique et chronologique, tout en donnant à ce que Sternhell appelle le « fascisme » des caractéristiques qui ne lui sont pas habituellement associées. L'article de Winock intitulé « Fascisme à la française ou fascisme introuvable » est le point de départ d'une querelle personnelle entre Sternhell et lui.
L'historien suisse Philippe Burrin s'est interrogé sur la spécificité du fascisme français et a forgé la notion de « nébuleuse fascistoïde » (1986) pour analyser la réception du fascisme au sein de la société et son remodelage par certains hommes politiques (sa notion de « fascismes déficitaires »).
On peut noter que ces querelles entre historiens ont lieu dans les années 1980 alors les travaux historiques sur les ligues sont encore peu nombreux. Par exemple, la somme biographique de Jacques Nobécourt sur le colonel de La Rocque (Le colonel de La Rocque (1885-1946) ou Les pièges du nationalisme chrétien) n'est publiée qu'en 1996. La même année parait en France Le Temps des chemises vertes : révoltes paysannes et fascisme rural, 1929-1939 de Robert Paxton. La thèse de Jean Philippet, Le temps des ligues. Pierre Taittinger et les jeunesses patriotes (1919-1944), est soutenue en 2000.
Mis en cause par Sternhell dans un article du Monde en 1994, René Rémond répond qu'il goûte peu les polémiques personnelles, critique la méthode pratiquée par ce dernier, reconstituant une tradition qu'il baptise fasciste à partir d'une compilation de textes sans s'interroger sur le sens des mots et leur évolution, nie avoir affirmé que le régime de Vichy n'a aucune racine. Au contraire, l'une de ses composantes est la résurgence d'une droite contre-révolutionnaire selon lui et la Révolution nationale « entendait beaucoup plus être une contre-révolution que la révolution que les mouvements fascistes voulaient promouvoir ». Par ailleurs, Vichy ne se réduit pas à une inspiration unique.
D'autres historiens remettent en cause l'analyse de René Rémond qui refuse de voir dans les ligues l'expression d'un fascisme français en les rattachant à une nouvelle expression de la droite « bonapartiste », par l'activation du vieux fond plébiscitaire en France. En 1995, Robert Soucy publie dans son pays French Fascism, The Second Wave, 1933-1939 dans lequel il entend démontrer que les Croix-de-Feu puis le PSF sont des formations pourvues de toutes les caractéristiques du fascisme : antidémocratiques, paramilitaires, obsédées par la « décadence », antisémites. La prétendue conversion du colonel de La Rocque à la légalité républicaine après 1936 est, à l'en croire, comparable à celle qui permit à Adolf Hitler de s'emparer du pouvoir en janvier 1933. En 2003, un ouvrage collectif de neuf chercheurs français et étrangers sous la direction du sociologue et politologue Michel Dobry (Le mythe de l'allergie française au fascisme) critique les tenants de la thèse « immunitaire » (Dobry forge cette formule pour désigner ceux qui estiment qu'il n'y eut pas de véritable fascisme en France, que la France fut allergique au fascisme) et entend renouveler l'approche de la question. Le livre s'ouvre par ces mots de Dobry : « Ce livre a pour point de départ une étrange interprétation historique soutenue avec continuité, obstination, hargne parfois et pas mal d'aveuglement aussi, depuis maintenant plusieurs dizaines d'années, par un groupe de spécialistes français d'histoire politique contemporaine ». Collaborent notamment à cet ouvrage Paxton, Sternhell, Brunot Goyet, Brian Jenkins, Didier Leschi, la sociologue Gisèle Sapiro. En dénonçant la logique classificatoire des droites autoritaires qui a longtemps prévalu, l'ouvrage met l'accent sur les relations, les espaces de concurrence et de conjonctures historiques où les différentes droites ont agi et se sont redéfinis. Ainsi, les diverses contributions démontrent les mécanismes de réappropriation en France des succès des fascismes européens. Par delà, la volonté est de démontrer la parenté de nombreuses composantes de la droite avec le fascisme authentique dans la droite ligne de la thèse de Robert O. Paxton en 1973 qui, le premier, a considéré le régime de Vichy comme étant le produit d'un long processus d'incubation.
Au-delà de cette question, une partie de la nouvelle historiographie, française et étrangère, reconsidère le paysage des droites en France durant l'entre-deux-guerres, période durant laquelle s’opèrent d'intenses mutations. L'accent est mis sur la déstabilisation profonde des droites traditionnelles (définies par René Rémond) entraînant leur désunion face à l'apparition de nouvelles droites en Europe dans un contexte français marqué par la prédominance de la deuxième crise du capitalisme et la fin de gouvernements de « conjonction des centres ». De là, s'opèrent des reclassements politiques et idéologiques débouchant sur une redéfinition du paysage de la droite et de l’équilibre entre droite républicaine et droite antiparlementaire, entre droite libérale et droite autoritaire.

La controverse rebondit en France avec la parution d'ouvrages collectifs comme Fascisme français ? : La controverse (2014, réédité dans une nouvelle version en 2020), livre dirigé par Serge Berstein et Michel Winock, auquel ont collaboré notamment Jean-Pierre Azéma, l'historien américain Steven Englund, l'historien israélien Simon Epstein, l'historien italien Emilio Gentile, Laurent Joly, Bernard Bruneteau, Jacques Julliard, Pierre-André Taguieff, Jean-Paul Thomas, auteur d'une thèse sur le PSF, Alain-Gérard Slama, Marie-Anne Matard-Bonucci, etc. Ce livre s'oppose notamment aux thèses de Sternhell, qui en 2019 fait paraitre un livre qu'il dirige, L’Histoire refoulée : La Rocque, les Croix de feu, et la question du fascisme français. Y collaborent des politologues (Didier Leschi, auteur d'un texte sur La Rocque dans l'ouvrage de Dobry et d'une tribune dans Le Monde sur le fascisme de La Rocque, Laurent Kestel) et des historiens étrangers comme Caroline Campbell, Samuel Kalman, Chris Millington, qui publie la même année A History of Fascism in France. From the First World War to the National Front, et Kevin Passmore. Ce livre est évidemment contesté par Berstein, qui dénonce une « sélection d'informations à sens unique, l'utilisation par certains auteurs de citations tronquées détournées de leur contexte, voire « complétées » par le rédacteur, pour ne pas parler de celles qui paraissent purement et simplement inventées, traduisent le caractère polémique et largement improvisé de l'entreprise ». En 2014, dans Le Monde, Jean Birnbaum fait débattre sur la question du fascisme français Zeev Sternhell et l'historien Jean-François Sirinelli, pour cerner les enjeux du débat, historiographiques mais aussi politiques. Sternhell résume ainsi sa pensée : 

« L’enjeu était le suivant : existe-il un fascisme français ? Ma réponse est que non seulement il y en a eu un, mais encore que la France a été le berceau de ce phénomène : avant même la première guerre mondiale et jusque dans les années 1930, le fascisme y a été porté à la fois par une pensée et par des mouvements de masse comme les Croix de feu. Dans ces conditions, le régime de Vichy n’est pas le produit d’un opportunisme qui suit la défaite, c’est l’aboutissement d’un long corpus idéologique. »

 Sirinelli note qu'un « certain nombre d’historiens ont plutôt donné raison à Zeev Sternhell » mais il conteste certaines de ses thèses, « notamment le fait qu’il y aurait eu de vrais mouvements de masse fascistes dans la France des années 1930 » comme les Croix-de-Feu.